# Ліберальна партія (Велика Британія)
Ліберальна партія Великої Британії, політична партія, спадкоємець вігів, заснована на ідеології лібералізму. У 19 столітті представляла інтереси комерції і промисловості. Її видатними лідерами були Генрі Пальмерстон, Вільям Гладстон, Девід Ллойд Джордж. З 1914 почався занепад, посилена Лейбористська партія відсунула Ліберальну партію. 
Ліберали об'єднали сили з Соціал-демократами (СПД) на виборах 1983 і 1987. У 1988 більшість СДП проголосувало за об'єднання з лібералами для створення Ліберальних демократів. Члени партії, які не згодні з об'єднанням з СДП, створили нову Ліберальну партію в 1989 році.
Назва «Ліберальна партія» була прийнята в 1859 році, коли вона фактично була коаліцією вігів у Палаті лордів і радикалів у Палаті громад;  до них також приєдналися антипротекціоністські торі.
| Політика | Це незавершена стаття про політику. Ви можете допомогти проєкту, виправивши або дописавши її. |

| Прапор Великої Британії | Це незавершена стаття про Велику Британію. Ви можете допомогти проєкту, виправивши або дописавши її. |